# Rasdorf
Rasdorf est une municipalité allemande située dans le land de la Hesse et l'arrondissement de Fulda.